# Split Image
Pour plus de détails, voir Fiche technique et Distribution.
Split Image, ou L'Envoûtement au Québec, est un film américain réalisé par Ted Kotcheff, sorti en 1982.

## Fiche technique
- Titre : Split Image
- Titre québécois : L'Envoûtement
- Réalisation : Ted Kotcheff
- Scénario : Scott Spencer, Robert Mark Kamen et Robert Kaufman
- Photographie : Robert C. Jessup
- Musique : Bill Conti
- Pays d'origine : États-Unis
- Genre : drame
- Date de sortie : 1982

## Distribution
- Michael O'Keefe : Danny 'Joshua' Stetson
- Karen Allen : Rebecca / Amy
- Peter Fonda : Kirklander
- James Woods : Charles Pratt
- Elizabeth Ashley : Diana Stetson
- Brian Dennehy : Kevin Stetson
- Deborah Rush : Judith
- Peter Horton : Jacob
- Brian Henson : Jerry
- Irma P. Hall : Employée de maison